# Marion Gordon
Marion Gordon, geborene Marion Armstrong (* um 1905; † nach 1935) war eine schottische Badmintonspielerin.

## Karriere
Marion Gordon gewann 1925 unter ihrem Geburtsnamen Armstrong den nationalen Meistertitel im Damendoppel in Schottland. 1927 und 1928 siegte sie bei den Scottish Open im Mixed mit Ian Maconachie. 1935 stand sie im gemischten Doppel im Finale der All England.

## Sportliche Erfolge
| Saison | Veranstaltung                     | Disziplin   | Platz | Name                                   |
| ------ | --------------------------------- | ----------- | ----- | -------------------------------------- |
| 1925   | Schottland: Einzelmeisterschaften | Damendoppel | 1     | M. C. F. Macfarlane / Marion Armstrong |
| 1927   | Scottish Open                     | Mixed       | 1     | Ian Maconachie / Marion Armstrong      |
| 1928   | Scottish Open                     | Mixed       | 1     | Ian Maconachie / Marion Armstrong      |

## Referenzen
- Annual Handbook of the International Badminton Federation, London, 27. Auflage 1969, S. 247–253.
- badmintonscotland.org.uk

| Personendaten    | Personendaten                   |
| ---------------- | ------------------------------- |
| NAME             | Gordon, Marion                  |
| ALTERNATIVNAMEN  | Armstrong, Marion (Geburtsname) |
| KURZBESCHREIBUNG | schottische Badmintonspielerin  |
| GEBURTSDATUM     | um 1905                         |
| STERBEDATUM      | nach 1935                       |